# Kairo Herrera
Luis Alberto Herrera, más conocido por su nombre artístico Kairo Herrera (Montevideo, 2 de agosto de 1970) es un comunicador, locutor, actor y músico uruguayo.

## Biografía
Fue uno de los impulsores del festival Pilsen Rock en la ciudad de Durazno. 
Estuvo nueve años al frente del programa Cámara testigo. Participa como coconductor en La mañana en casa (hasta 2023), Día cero y Amamos el talento. En Radio Sarandí conduce Viva la tarde.
Con Petru Valensky hicieron teatro en Passline.
En 2020 participa como concursante en MasterChef Celebrity Uruguay en Canal 10.
Es padre de dos hijos.
A fines de 2022 dio a conocer por las redes un romance iniciado aun estando con su pareja quien perdió a sus madre en esos días.
Actualmente enfrenta una demanda por tenencia y pensión alimenticia de su hijo menor de edad.
En mayo de 2023 contrajo matrimonio con la odontóloga y actriz uruguaya Jéssica Zunino.